# Ağstafa (raion)
Aghstafa (en azéri : Ağstafa) est un raïon d'Azerbaïdjan, dont le chef-lieu est la ville du même nom. Il fait partie de la région économique de Gazakh-Tovuz.

## Géographie
Le raion s'étend sur 1 503,7 km2 entre le Petit Caucase et le plateau de Gabyrry, sur la plaine inclinée de Gandja-Gazakh et les contreforts du Jeyranchol, à l'extrémité nord-ouest de l'Azerbaïdjan. Il est limitrophe des raïons de Tovuz à l'est et de Qazax et est bordé par la frontière géorgienne au nord et arménienne au sud. 
La ligne de chemin de fer Bakou-Tbilissi, construite en 1881, ainsi que l'oléoduc Bakou-Tbilissi-Ceyhan et le gazoduc Bakou-Tbilissi-Erzurum, traversent son territoire.

## Histoire
Créé en 1939, le raïon d'Agstafa est aboli en 1959, quand il est fusionné avec celui de Gazakh, avant de redevenir indépendant en 1990. 

## Démographie
La population s'élevait à 80 200 habitants en 2009 et 86 300 habitants en 2024.

## Climat
Le climat est subtropical,tempéré chaud.
Climat et météo moyenne toute l'année à Aghstafa, Azerbaïdjan 
À Aghstafa, les étés sont chauds, secs et clairs, tandis que les hivers sont très froids, neigeux et partiellement nuageux. Tout au long de l'année, les températures varient généralement entre -0 °C et 33 °C, et sont rarement inférieures à -5 °C ou supérieures à 37 °C.
D'après l'indice plage/piscine, la meilleure période de l'année pour visiter Aghstafa et profiter des activités par temps chaud s'étend de fin juin à début septembre.

## Ressources en eaux
La région est traversée par le plus grand fleuve d'Azerbaïdjan, la Koura, et son affluent, l'Agstafachay, ainsi que par plusieurs petites rivières. Le lac Candargol s'y trouve également. La réserve de Garayazi, créée pour préserver les forêts de tugay sur les rives de la Koura, se trouve sur ses rives. 

## Géologie
La surface est principalement plate (plaines de Ganja-Gazakh et de Garayazi), les parties sud-ouest et nord-est étant de basses montagnes. Des sédiments crétacés, paléogènes et anthropiques y sont largement présents.Pierre de carrière, argile bentonite, gravier, sable, matières premières de ciment, etc.